# Fanny Stål
Fanny Stål, född 4 oktober 1821 i Stockholm, död 21 mars 1889 i Västerås, var en svensk pianist. 
Fanny Stål studerade först under Jan van Boom och Wilhelm Bauck i Stockholm och debuterade i Stora Börssalen 1841. Under 1840-talet studerade hon vidare under Frédéric Chopin i Paris och var troligen tillsammans med Henriette Nissen-Saloman, Chopins enda svenska elever. Hon blev en av 1800-talets mer notabla svenska pianister och konserterade både i Sverige och Europa, däribland i Berlin 1846. 1850 gav hon två stora konserter med ett soloprogram på Brunkebergs Hotell, som anses vara de första svenska solokonserterna i modern form. 1859 gav hon också en uppmärksammad konsert med kompositioner av Hummel, Thalberg och Chopin vid en musiksoirée i Stora Börssalen i Stockholm. 
Hon var dotter till språkläraren Axel Samuel Stål, brorsdotter till militären och arkitekten Carl Stål, konsuln och musikern Conrad Stål samt  grosshandlaren Pehr Christian Stål, som ofta felaktigt nämns som hennes far.